# Mustafa Kruja
Mustafa Kruja vagy Mustafa Merlika-Kruja (nevének ejtése mustafa kɾuja; 1887. március 15. – Amerikai Egyesült Államok, Niagara Falls, 1958. december 27.) albán politikus, 1941 és 1943 között Albánia miniszterelnöke.
Az 1920-as években mint nacionalista politikus tűnt fel a politika színpadán, de 1924-ben csatlakozott az Amet Zogut elűző júniusi forradalomhoz. Miután Zogu 1924 decemberében visszaszerezte a hatalmat, Kruja elhagyta az országot. Az olaszországi emigrációban az albán–olasz kapcsolatok megerősítésén dolgozott és támogatta hazája olasz megszállását. Olaszország 1939. április 7-én lerohanta Albániát, Kruja pedig jutalmul a nemzetgyűlés tagja lett.
Az Albániát megszálló olaszok 1941. december 3-án feloszlatták Shefqet Vërlaci kormányát, és régi bizalmi emberüket, Kruját bízták meg kormányalakítással. Az új kabinet javarészt fiatal szakemberekből állt, és az első olyan albán kormány volt, amelynek egyetlen muzulmán bég vagy katolikus nemzetségfő tagja sem volt. A Kruja-kormány feladata egy modern Nagy-Albánia megteremtése volt, de erejüket és figyelmüket az országban harcoló kommunista és nacionalista partizánok tevékenysége kötötte le. 1942 májusában meggyilkolták Tirana rendőrfőnökét, Ali Peçit, nyáron felgyújtottak egy nagy durrësi hadi raktárt és több ezer kormánykatonát mészároltak le a partizánok. Miután az év végére országszerte intenzívebbé vált a partizántevékenység, Kruja kormánya 1943. január 19-én lemondott.
Családjától távol, amerikai emigrációban halt meg 1958-ban.